# Казино Джек
«Казино Джек» (англ. Casino Jack) — канадська біографічна кримінальна комедія режисера Джорджа Гікенлупера, що вийшла 2010 року. У головних ролях Кевін Спейсі, Келлі Престон.
Сценаристом був Норман Снайдер, продюсерами — Ґері Говсем, Білл Маркс і Джордж Зекк. Вперше фільм продемонстрували 16 вересня 2010 року у Канаді на 36-му Міжнародному кінофестивалі у Торонто. В Україні у кінопрокаті фільм не демонструвався.

## Сюжет
Кінострічка є біографічним політичним фільмом про колишнього республіканського лобіста Джека Абрамоффа. Він був амбіційним, жадібним корупціонером і будь-якими способами досягав поставлених цілей. А головною його ціллю було збагачення. Зрештою його викрили у скоєнні незаконних операцій з купівлі кораблів-казино зі збитком в 21 млн доларів. За це Джека засудили до п'яти років і десяти місяців позбавлення волі. Ця новина підняла на вуха весь політичний світ Вашингтона.

## У ролях
| Актор         | Персонаж                               | Роль                                 |
| ------------- | -------------------------------------- | ------------------------------------ |
| Кевін Спейсі  | Джек Абрамофф англ. Jack Abramoff      | республіканський лобіст, підприємець |
| Келлі Престон | Пем Абрамофф англ. Pam Abramoff        | дружина Джека                        |
| Рашель Лефевр | Емілі Дж. Міллер англ. Emily J. Miller | журналістка у «Washington Times»     |
| Баррі Пеппер  | Майкл Скенлон англ. Michael Scanlon    | зв'язки з громадськістю              |
| Джон Ловітц   | Адам Кідан англ. Adam Kidan            | підприємець                          |
| Яннік Біссон  | Оскар Карілло англ. Oscar Carillo      |                                      |
| Девід Фрейзер | Карл Роув англ. Karl Rove              | політичний консультант               |

## Сприйняття

### Критика
Фільм отримав змішано-негативні відгуки: Rotten Tomatoes дав оцінку 38 % на основі 95 відгуків від критиків (середня оцінка 5,4/10) і 35 % від глядачів (11,427 голосів). Загалом на сайті фільми має негативний рейтинг, фільму зарахований «гнилий помідор» від кінокритиків і «розсипаний попкорн» від глядачів, Internet Movie Database — 6,2/10 (12 751 голос), Metacritic — 51/100 (24 відгуки критиків) і 5,4/10 від глядачів (17 голосів). Загалом на цьому ресурсі від критиків і від глядачів фільм отримав змішані відгуки.
Все дуже докладно і красиво показано в цьому фільмі … Режисеру вдалося перенести на екран образ людини, який шанує свої національні традиції, звеличує сімейні цінності, але в той же час людини, на якому все «грають», як в казино. Який через свою природного харизми і неабиякого акторського таланту, навіть прохідне кіно може зробити цілком глядабельних. Тоді мова йшла про нью-йоркської богеми 60-х. Гумор дуже специфічний: розрахований на публіку постарше з політичними інтересами.

### Касові збори
Під час показу у США, що стартував 17 грудня 2010 року, протягом першого тижня фільм був показаний у 7 кінотеатрах і зібрав 34,528 $, що на той час дозволило йому зайняти 44 місце серед усіх прем'єр. Показ фільму протривав 112 днів (16 тижнів) і завершився 7 квітня 2011 року. За цей час фільм зібрав у прокаті у США 1,042,959  доларів США (за іншими даними 2,039,869 $), а у решті світу 40,724 $ (за іншими даними 41,000 $), тобто загалом 1,083,683 $ (за іншими даними 2,080,869 $) при бюджеті 15 млн $ (за іншими даними 12,5 млн $).

### Нагороди і номінації[12]
| Рік  | Нагорода                                           | Категорія                                   | Номінант          | Результат |
| ---- | -------------------------------------------------- | ------------------------------------------- | ----------------- | --------- |
| 2010 | Сент-Луїський Міжнародний кінофестиваль            | Найкращий художній фільм                    | Джордж Гікенлупер | Перемога  |
| 2011 | 68-ма церемонія вручення нагороди «Золотий глобус» | Найкраща чоловіча роль — комедія або мюзикл | Кевін Спейсі      | Номінація |

### Виноски
1. 1 2 3  Casino Jack: Release Info (англ.). Internet Movie Database. Архів оригіналу за 18 серпня 2013. Процитовано 29 вересня 2014.
2. 1 2 3  Casino Jack (англ.). Internet Movie Database. Архів оригіналу за 26 вересня 2014. Процитовано 29 вересня 2014.
3. 1 2 3 4 5 6  Casino Jack (англ.). The Numbers. Архів оригіналу за 28 вересня 2014. Процитовано 29 вересня 2014.
4. 1 2 3 4 5  Casino Jack (англ.). Box Office Mojo. Архів оригіналу за 9 жовтня 2014. Процитовано 29 вересня 2014.
5. ↑  Casino Jack (англ.). Internet Movie Database. Архів оригіналу за 24 червня 2021. Процитовано 29 вересня 2014.
6. ↑  Casino Jack: Full Cast & Crew (англ.). Internet Movie Database. Архів оригіналу за 18 квітня 2016. Процитовано 29 вересня 2014.
7. ↑  Казино Джек. Премьеры (рос.). КиноПоиск. Архів оригіналу за 6 березня 2016. Процитовано 29 вересня 2014.
8. ↑  Казино Джек (англ.). okino. Архів оригіналу за 27 жовтня 2017. Процитовано 29 вересня 2017.
9. ↑  Казино Джек (англ.). Архів оригіналу за 14 жовтня 2017. Процитовано 27 жовтня 2017.
10. ↑  Casino Jack (англ.). Rotten Tomatoes. Архів оригіналу за 23 вересня 2014. Процитовано 29 вересня 2014.
11. ↑  Casino Jack (англ.). Metacritic. Архів оригіналу за 6 квітня 2015. Процитовано 29 вересня 2014.
12. ↑  Casino Jack: Awards (англ.). Internet Movie Database. Архів оригіналу за 16 квітня 2016. Процитовано 29 вересня 2014.